# Antwan Tolhoek
Antwan Tolhoek (Yerseke, 29 april 1994) is een Nederlands wielrenner. Antwan Tolhoek is de zoon van oud-prof Patrick Tolhoek.

## Carrière
In 2015 mocht Tolhoek met enkele andere beloften op trainingskamp met Tinkoff-Saxo. Tijdens dat trainingskamp wist hij zo veel indruk te maken op de ploegleiding, dat zij hem een stagecontract aanboden. Tijdens die stageperiode reed hij onder meer de Arctic Race of Norway, waar hij op een vierde plaats in het jongerenklassement eindigde. Na een tussenstap bij Roompot-Oranje Peloton streek de Yersekenaar in 2017 neer bij Team LottoNL-Jumbo. Namens die ploeg debuteerde hij in de Ronde van Spanje.

## Slaapmedicatie
Tijdens een trainingskamp in december 2017 werd Tolhoek betrapt op het zonder medeweten van de ploegleiding en de medische staf gebruiken van slaapmedicatie. Dat was voor zijn werkgever Team LottoNL-Jumbo aanleiding om Tolhoek voor twee maanden te schorsen voor alle teamactiviteiten. Zijn teamgenoten Juan José Lobato en Pascal Eenkhoorn waren eveneens betrokken bij het incident.

## Doping
Op 7 februari 2024 maakte wielerbond UCI bekend dat Tolhoek bij een out-of-competition-controle op 27 november 2023 positief heeft getest op anabole androgene steroïden. De renner werd hierop voorlopig geschorst. Sinds 1 januari 2024 stond Tolhoek onder contract bij het Portugese Sabgal/Anicolor. Op 8 februari 2024 maakte Sabgal-Anicolor bekend Tolhoek te ontslaan.

## Palmares

### Overwinningen
2015
Bergklassement Ronde van Bretagne
2016
Bergklassement Ronde van Zwitserland
2019
6e etappe Ronde van Zwitserland

### Resultaten in voornaamste wedstrijden
| Jaar | Ronde van Italië | Ronde van Frankrijk | Ronde van Spanje |
| ---- | ---------------- | ------------------- | ---------------- |
| 2016 |                  |                     |                  |
| 2017 |                  |                     | 28e              |
| 2018 |                  | 37e                 |                  |
| 2019 | 65e              |                     |                  |
| 2020 | opgave           |                     |                  |
| 2021 |                  |                     |                  |
| 2022 |                  |                     |                  |

| Jaar | Milaan-San Remo | Amstel Gold Race | Luik-Bast.‑Luik | Ronde van Lombardije | Waalse Pijl | Clásica San Sebastián |  | WK op de weg |  | Wereldranglijsten |
| ---- | --------------- | ---------------- | --------------- | -------------------- | ----------- | --------------------- |  | ------------ |  | ----------------- |
| 2016 |                 | 107e             | 104e            |                      | opgave      |                       |  |              |  |                   |
| 2017 |                 | 47e              | 40e             | 78e                  |             |                       |  |              |  | 236e (UWT)        |
| 2018 |                 |                  |                 | 28e                  |             | 10e                   |  | 28e          |  | 120e (UWT)        |
| 2019 |                 |                  | opgave          |                      |             |                       |  |              |  | 257e (UWR)        |
| 2020 | 141e            |                  |                 | 12e                  |             |                       |  | opgave       |  |                   |
| 2021 |                 |                  |                 |                      |             | 50e                   |  |              |  |                   |
| 2022 |                 |                  | 97e             | 50e                  | 46e         |                       |  |              |  |                   |

### Resultaten in kleinere rondes
| Jaar | Tour Down Under | Ronde van het Baskenland | Ronde van Catalonië | Ronde van Romandië | Critérium du Dauphiné | Ronde van Zwitserland | Ronde van Polen |
| ---- | --------------- | ------------------------ | ------------------- | ------------------ | --------------------- | --------------------- | --------------- |
| 2016 |                 |                          | 123e                |                    |                       | 57e                   |                 |
| 2017 |                 | 70e                      |                     | opgave             | 49e                   |                       | 47e             |
| 2018 |                 |                          |                     |                    | 11e                   |                       |                 |
| 2019 |                 |                          | opgave              |                    |                       | 53e (1)               |                 |
| 2020 | 53e             |                          |                     |                    |                       |                       |                 |
| 2021 |                 |                          |                     |                    |                       |                       |                 |
| 2022 |                 |                          |                     |                    | 107e                  |                       |                 |
| 2023 |                 |                          |                     |                    | opgave                |                       |                 |

## Ploegen
- 2015 –  Rabobank Development Team
- 2015 –  Tinkoff-Saxo (stagiair vanaf 1-8)
- 2016 –  Roompot-Oranje Peloton
- 2017 –  Team LottoNL-Jumbo
- 2018 –  Team LottoNL-Jumbo
- 2019 –  Team Jumbo-Visma
- 2020 –  Team Jumbo-Visma
- 2021 –  Team Jumbo-Visma
- 2022 –  Trek-Segafredo
- 2023 –  Trek-Segafredo
- 2024 –  Sabgal/Anicolor tot 8-2[2]

Bax ·
Bol ·
Budding ·
Cornelisse ·
Godrie ·
Havik ·
Hofstede ·
Honigh ·
Korevaar · 
Lenderink ·
Maas ·
Meijers ·
Nieuwenhuis ·
Oomen ·
Tolhoek ·
van Trijp ·
Tusveld ·
de Vries ·
Wouters
Basso · Beltrán · Bennati · Boaro · Bodnar · Breschel · Broett · Contador · Hansen · Hernández · Juul-Jensen · Kišerlovski · Kolář · Kreuziger · Majka · McCarthy · Mørkøv · Paulinho · Petrov · Pires · Poljański · Rogers · Rovny · J. Sagan · P. Sagan  · Sørensen · Tosatto · Troesov · Valgren · Zaugg · Gogl (stagiair) · Großschartner (stagiair) · Tolhoek (stagiair)
Battaglin · Bennett · Boom · Bouwman · Campenaerts   · Castelijns · Clement · De Tier · van Emden · Gesink · Groenewegen · Jansen · Keizer · Kruijswijk · Lammertink · Leezer · Lindeman · Lobato · Martens · Olivier · Roglič · Roosen · Tankink · Tolhoek · Van den Broeck · Van Hoecke · Vermeulen · Wagner · Wynants · Janssen (stagiair)
Battaglin · Bennett · Boom · Bouwman · Clement · De Tier · Eenkhoorn · van Emden · Gesink · Groenewegen · Jansen · Kruijswijk · Kuss · Leezer · Lindeman · Martens · Olivier · van Poppel · Powless · Roglič · Roosen · Tankink · Tolhoek · Van Hoecke · Wagner · Wynants
Van Aert · Bennett · Bouwman · De Plus · Dumoulin · Eenkhoorn · Foss · Gesink · Groenewegen · Harper · Hofstede · Jansen · Kruijswijk · Kuss · Leezer · Lindeman · Martens · Martin · Pfingsten · Roglič   · Roosen · Teunissen · Tolhoek · Van der Hoorn · Van Emden · Vingegaard · Wynants
Van Aert · Affini · Bennett · Bouwman · Dekker · van Dijke (vanaf 5 september) · Dumoulin · Eenkhoorn · Van Emden · Foss · Gesink · Groenewegen · Harper · Hofstede · Van Hooydonck · Kooij (vanaf 18 februari) · Kruijswijk · Kuss · Leemreize · Martens (t/m 30 mei) · Martin · Oomen · Pfingsten · Roglič   · Roosen · Teunissen · Tolhoek · Vingegaard · Wynants (t/m 4 april)
Aberasturi · Baroncini · Bernard · Brambilla · Brustenga · Cataldo · Ciccone · Egholm · Elissonde · Gallopin · Gebreigzabhier· Hellemose · Hoelgaard · Hoole · Kamp · Kirsch · Liepiņš · López · Mollema · Mosca · Moschetti · Pedersen · Pellaud · Simmons · Skjelmose Jensen · Skujiņš · Stuyven · Theuns · Tiberi · Tolhoek · Vergaerde · Nys (stagiair) · Vacek (stagiair)
Aberasturi · Baroncini · Bernard · Brustenga · Cataldo · Ciccone · Elissonde · Gallopin · Gebreigzabhier · Hellemose · Hoelgaard · Hoole · Kirsch · Liepiņš · López · Mollema · Mosca · Nys · Mad.Pedersen · Simmons · Skjelmose · Skujiņš · Stuyven · Tesfatsion · Theuns · Tiberi (tot 28/4) · Tolhoek · Vacek · Vergaerde · Aebersold (stagiair) · Mar.Pedersen (stagiair) · Teutenberg (stagiair)